# Drica Moraes
Adriana Moraes Rego Reis, más conocida como Drica Moraes (Río de Janeiro, 29 de julio de 1969), es una actriz brasileña, premiada en cine, teatro y televisión. Interpretó el papel protagonista en las telenovelas Era uma Vez y Verdades Secretas y el papel antagonista en Xica da Silva, El clavel y la rosa e Imperio.

## Biografía
Sus padres: Clarissa Gaspar de Oliveira (propietaria de un restaurante) y Gustavo Moraes Rego Reis (arquitecto). 
Drica tiene 6 hermanos: Eduardo, Alessandra, Pedro, Bruno, Diogo y Gabriel. De niña estudió en la Escuela de Andrews, en Río de Janeiro. Comenzó su carrera a la edad de 13 años en Tablado Teatro con la obra "Os 12 Trabajos de Hércules" de Monteiro Lobato. Después de eso trabajó en la obra "Capuchinho Vermelho" (1985) de María Clara Machado. Ella es la única artista en su familia.
En televisión tuvo papeles de destaque en las telenovelas Lua Cheia de Amor, Xica da Silva, Era uma Vez, El clavel y la rosa, Chocolate con pimienta, Alma gemela y Guerra dos Sexos. 
En 2014 personificó a la villana Cora en la telenovela del horario estelar de TV Globo Imperio, de Aguinaldo Silva. Siendo muy elogiada por su actuación, le valió varios premios, mas la actriz tuvo que dejar la novela por una faringitis aguda que le impidió seguir con las grabaciones, rápidamente Aguinaldo Silva llamó a Marjorie Estiano, que interpretó a la joven Cora en la primera fase de la trama. En 2015 ya recuperada, vuelve como protagonista en Verdades Secretas, "la novela de las 23hs" de Walcyr Carrasco.

## Vida personal
Con estas palabras, en una entrevista exclusiva con Fantástico, Drica Moraes, resumió el nuevo aspecto de las transformaciones que han ocurrido en su vida después del trasplante de médula ósea para curar la leucemia Visiblemente emocionada, la actriz empezó a vibrar y transpirando entrevista voluntad y felicidad de estar frente a las cámaras de nuevo, volver a estar detrás de cámaras de la TV". Vibro con cualquier cosa que yo pueda vivir". Según la actriz, el primer choque fue el diagnóstico: USTED ESTÁ CON LEUCEMIA!" Es cuando usted muera. El momento más duro". En esta primera etapa de la carrera contra la muerte comenzó. Se necesitaron tres semanas de quimioterapia intensiva hasta su primer alto. Cinco días más tarde una recaída y 34 días más de hospitalización. De acuerdo con Rikki, una segunda fase difícil y muy enojado. En total había 120 días en el hospital en una especie de claustro, donde las ventanas tenían que ser sellados, los dientes no podían ser cepillado por lo que no hubo sangrado y debido al contacto cero ( Drica no podía tocar, abrazar o besar a alguien ) visitas debían ser esporádica. Durante estas visitas, el aspecto sólo se le permitió y Drica no le importaba:"Este aspecto ya era una buena data" 
Un momento de gran soledad, pero Drica recuerda cómo la experiencia como aprendizaje. También recuerda cómo Mateus, su hijo adoptivo, era importante para superar dichas pruebas.
"Mateus es mi norte, mi brújula. ¿Era su cara, su sonrisa que recordaba cuando cerré los ojos. Es él que estoy aquí. Lo necesito y él me necesita". "La soledad parece aterrador, pero es el lado bueno. El lado de Salvador, donde se encuentra la fuerza y decide que quiere vivir".
Debilitada sin inmunidad y la comprensión de la orden de aislamiento, Drica dos peticiones no se rindieron: Unos momentos con su hijo y su novio. Para el médico, el riesgo de contacto con Mateus, sólo un año e hijo adoptivo de la actriz se pondría en contacto con la baba de niños desde las bacterias presentes en la saliva podrían provocar algún tipo de virus. Pero Drica fue incisiva: "Si he sobrevivido tanto, voy a sobrevivir la baba de mi hijo." 
En cuanto a las visitas de los niños, la única condición impuesta por el médico fue que Drica abrazar el trasero. En un emocionante relato, sus ojos lagrimeo y lleno de amor, Drica recordaron el encuentro:
"Me abrió la puerta, Mateus entró, me miró y salió caminando lentamente. Luego se dio la vuelta, puso su mano sobre mí, me abrazó y me apoyó en mi calva. Entonces se dio la vuelta, se acercó por detrás de mí y me besó la calva. Sin ningún tipo de juicio. Nadie hablaba con él." La tercera etapa de la fase y la más importante era el trasplante de médula ósea. Después de haber establecido, mediante exámenes, que no eran compatibles seis hermanos renunciaron a comenzar una búsqueda de donantes fuera de la familia. Hasta principios de julio de este año, el banco logró localizar a un donante de médula ósea con los 10 puntos de los caracteres genéticos de Drica compatible. Prácticamente un"hermano", como enfatizó la actriz. Por último, el 23 de julio, que se realiza el trasplante. Como un milagro de la vida, la sangre de los cuales era Rikki B se convierte en O, e inevitablemente, nacido de nuevo. Sin embargo, el tratamiento y la atención continua. Con la nueva médula, el cuerpo pide Drica todas las protecciones que adquirieron a lo largo de la vida. Con gran claridad, la pregunta misma es explicar las formas en que aún continúan a seguir después del trasplante:"No tengo ninguna vacuna para la poliomielitis, la hepatitis y la meningitis en la actualidad. No tengo nada de que un bebé de dos o tres meses ya está tomando. Yo soy un bebé grande 41 años. No se puede quedar cerrado en un entorno con más de 20 personas, no puede acercarse a la gente y la gripe con fiebre, no puedo comer alimentos crudos. ¿No puede un montón de cosas, hasta un año después del trasplante. Después de esto un año, vuelvo a tomar todas estas vacunas y volver a ser un ciudadano normal. Este primer año es muy crítico de lo que va a haber muchos otros que me quedan". Después de toda esta lección de vida, Drica termina esta brillante entrevista hablando de la felicidad y proyectos:"Estoy muy feliz. La vida es mejor cuando usted realmente no muere. Abre tus ojos a lo que importa y tiene la mitad de su vida, que no era bueno. 
Tengo amigos en todas partes, tengo una hermosa profesión que me muero de ganas de volver, estoy llena de ideas y propuestas.
Soy una nueva Drica y con muchos planes. El siguiente, continuar en mi adopción cola y traer un hermanito a Mateus" 
Conoce a su exmarido, Régis Faria, en una cena con el elenco de"Confissões de Adolescentes" en 1994.
En marzo de 2009, Drica adopta un bebé llamado Mateus (n. 2009).

## Filmografía

### Televisión
| Televisión  | Televisión                    | Televisión                       | Televisión                                                                             |
| ----------- | ----------------------------- | -------------------------------- | -------------------------------------------------------------------------------------- |
| Año         | Título                        | Papel                            | Notas                                                                                  |
| 1986        | Teletema                      | Darília                          | Episodio: "O Sequestro de Lauro Corona"                                                |
| 1989        | Top Model                     | Maria Aparecida (Cida)           | coprotagonista                                                                         |
| 1990        | Lua Cheia de Amor             | Isabela Souto Maia               | coprotagonista                                                                         |
| 1994        | Confissões de Adolescente     | Patrícia                         | participación especial                                                                 |
| 1994        | Quatro por Quatro             | Denise                           | coprotagonista                                                                         |
| 1996        | Xica da Silva                 | Violante Cabral                  | Antagonista                                                                            |
| 1997        | A Comédia da Vida Privada     | Cláudia                          | Episodio: "A Voz do Coração"                                                           |
| 1998        | Era Uma Vez                   | Madalena Giunquetti              | protagonista                                                                           |
| 1999        | Você Decide                   | Ella mesma                       | Episodio: "Faça a Coisa Certa                                                          |
| 1999        | Mulher                        | Zilda                            | Episodio: "Maternidade, Mães de Família"                                               |
| 1999        | Retrato Falado                | Sirleide                         |                                                                                        |
| 2000        | Você Decide                   | Laurinda                         | Episodio: "Ídolos de Barro"                                                            |
| 2000        | Garotas do Programa           | Vários personajes                |                                                                                        |
| 2000        | El clavel y la rosa           | Marcela de Almeida Leal / Muriel | Antagonista                                                                            |
| 2001        | Os Normais                    | Bete                             | Episodio: "Todos São Normais"                                                          |
| 2001        | Brava Gente                   | Catiti                           | Lira Paulistana                                                                        |
| 2002        | A Grande Família              | Sheila                           | Episodios: "Nenê, Esposa Carinhosa" / "Atendimento Personalizado" / "Chifre no Capeta" |
| 2002        | Deseos de mujer               | Gilda                            | coprotagonista                                                                         |
| 2002        | Os Normais                    | Rô                               | Episodio: "Tudo Normal Até Que..."                                                     |
| 2002        | A Grande Família              | Sheila                           | Episodio: "A Mulher Que Botou Chifre no Capeta"                                        |
| 2003        | Os Normais                    | Rejane                           | Episodio: "Nosso Já Famoso Episódio Infame"                                            |
| 2003        | Chocolate con pimienta        | Márcia Mariano da Silva          | coprotagonista                                                                         |
| 2004        | Os Aspones                    | Moira                            |                                                                                        |
| 2005        | Alma gemela                   | Olívia Médici                    | coprotagonista                                                                         |
| 2006        | Pé na Jaca                    | Pietra                           | participación especial                                                                 |
| 2008        | Queridos Amigos               | Vânia                            | protagonista                                                                           |
| 2009        | Decamerão - A Comédia do Sexo | Tessa                            | coprotagonista                                                                         |
| 2009        | Norma                         | Regiane                          | participación especial                                                                 |
| 2011        | O Bem Amado                   | Judicéia Cajazeira               | coprotagonista                                                                         |
| 2011        | Ti Ti Ti                      | Teresa Batalha                   | participación especial                                                                 |
| 2011        | A Grande Família              | Margareth                        | Episodio: "Aqui se Faz, Aqui se Paga"                                                  |
| 2012        | Dercy de Verdade              | Clotilde Prado (Clô)             | coprotagonista                                                                         |
| 2012        | A Grande Família              | Silvia                           | A Rosa Púrpura do Bairro                                                               |
| 2012        | ¿Pelea o amor?                | Antonieta Carneiro (Nieta)       | coantagonista                                                                          |
| 2014        | Doce de Mãe                   | Rosalinda Bauer                  | coprotagonista                                                                         |
| 2014        | Imperio                       | Cora dos Anjos Bastos            | Antagonista; Episodios: "24 de julio-5 de diciembre"                                   |
| 2015        | Verdades Secretas             | Carolina Brito Ticiano           | protagonista                                                                           |
| 2016        | Justiça                       | Vânia Ferraz                     |                                                                                        |
| 2017        | A Fórmula                     | Angélica Dantas                  |                                                                                        |
| 2018        | Mister Brau                   | Matilde                          | Episodio: "O Musical"                                                                  |
| 2019–actual | Sob Pressão                   | Drª. Vera Lúcia Veiga            |                                                                                        |
| 2020        | Amor e Sorte                  | Fernanda                         | Episodios: "Linha de Raciocínio" y "A Beleza Salvará"                                  |
| 2020        | Sob Pressão: Plantão Covid    | Drª. Vera Lúcia Veiga            |                                                                                        |
| 2022        | Travesía                      | Núbia Magalhães                  |                                                                                        |

### Cine
| Películas | Películas         | Películas          | Películas      |
| Año       | Título            | Personaje          | Notas          |
| --------- | ----------------- | ------------------ | -------------- |
| 1990      | Vaidade           |                    | Curta-metragem |
| 1992      | Manôushe          |                    |                |
| 1995      | Mandarim          |                    |                |
| 1995      | As Meninas        | Lia                |                |
| 1998      | Traição           | Esposa             |                |
| 2000      | Bossa Nova        | Nadine             |                |
| 2001      | Amores Possíveis  | Carol              |                |
| 2004      | Onde Anda Você    | Paloma             |                |
| 2009      | Os Normais 2      | Silvinha           |                |
| 2010      | O Bem Amado       | Judicéia Cajazeira |                |
| 2011      | Bruna Surfistinha | Larissa            |                |
| 2014      | Getúlio           | Alzira Vargas      |                |

| Teatro | Teatro                        | Teatro                     | Teatro |
| Año    | Título                        | Notas                      |        |
| ------ | ----------------------------- | -------------------------- | ------ |
| 1983   | Os Doze Trabalhos de Hércules | Actriz                     |        |
| 1984   | Nossa Cidade                  | Actriz                     |        |
| 1985   | Chapeuzinho Vermelho          | Actriz                     |        |
| 1989   | O Segredo de Cocachim         | Actriz                     |        |
| 1990   | A Bao A Qu                    | Directora de Arte          |        |
| 1992   | A Morta                       | Directora de Arte e Actriz |        |
| 1993   | Só Eles o Sabem               | Atriz                      |        |
| 1993   | Pianíssimo                    | Atriz                      |        |
| 1993   | Pixinguinha                   | Actriz                     |        |
| 1999   | O Crime de Dr. Alvarenga      | Actriz                     |        |
| 1999   | Melodrama                     | Actriz                     |        |
| 2000   | O Rei da Vela                 | Actriz                     |        |
| 2001   | Vítor ou Vitória              | Actriz                     |        |
| 2002   | Mamãe Não Pode Saber          | Actriz                     |        |
| 2004   | Noticias Cariocas             | Actriz                     |        |
| 2008   | A Ordem do Mundo              | Actriz                     |        |
| 2012   | À Primeira Vista              | Actriz                     |        |

## Premios
| Premiaciones | Premiaciones                                  | Premiaciones                     | Premiaciones |
| Año          | Categoría                                     | Premio                           | Notas        |
| ------------ | --------------------------------------------- | -------------------------------- | ------------ |
| 1989         | Mejor Actriz por O Segredo de Cochachim       | Premio Coca Cola                 | Ganadora     |
| 1989         | Mejor Actriz por O Segredo de Cochachim       | Premio Mambembe                  | Ganadora     |
| 1993         | Mejor Actriz por Pianíssimo                   | Premio Mambembe                  | Ganadora     |
| 1997         | Mejor Actriz por Xica da Silva                | Premio APCA                      | Ganadora     |
| 1997         | Mejor Actriz por Xica da Silva                | Premio Sharp                     | Ganadora     |
| 2004         | Mejor Actriz de Serie por Os Aspones          | Premio Qualidade Brasil          | Ganadora     |
| 2009         | Mejor Actriz por A Ordem do Mundo             | Premio Shell                     | Nominada     |
| 2010         | Mejor Actriz de Reparto por Os Normais 2      | Gran Premio de Cine Brasileño    | Nominada     |
| 2012         | Mejor Actriz de Reparto por Bruna Surfistinha | XI Gran Premio de Cine Brasileño | Ganadora     |
| 2014         | Actriz del Año (novela) por Império           | Premio F5                        | Ganadora     |
| 2014         | Mejor Actriz de reparto por Império           | Melhores do Ano                  | Ganadora     |
| 2014         | Mejor Villana - Novela Nacional por Império   | Portal Overtube                  | Ganadora     |
| 2014         | Mejor Actriz de reparto por Império           | Premio Quem de Televisión        | Ganadora     |